# آن موريس
آن موريس (بالإنجليزية: Ann Maurice)‏ هي صحفية بريطانية، ولدت في 11 نوفمبر 1951.

## وصلات خارجية
- آن موريس على موقع IMDb (الإنجليزية)
- آن موريس على موقع قاعدة بيانات الفيلم (الإنجليزية)